# Giải bóng đá hạng nhất quốc gia Bỉ 1909–10
Đây là thống kê của Giải bóng đá hạng nhất quốc gia Bỉ mùa giải 1909-10.

## Tổng quan
Giải có sự tham gia của 12 đội, và Union Saint-Gilloise giành chức vô địch.

## Bảng xếp hạng
| Vị thứ | Đội bóng                    | St | T  | H | B  | BT | BB | Đ  | HS  | Ghi chú                        |
| ------ | --------------------------- | -- | -- | - | -- | -- | -- | -- | --- | ------------------------------ |
| 1      | Union Saint-Gilloise        | 22 | 19 | 0 | 3  | 90 | 15 | 38 | +75 | Playoff vì bằng điểm.          |
| 2      | F.C. Brugeois               | 22 | 18 | 2 | 2  | 82 | 26 | 38 | +56 | Playoff vì bằng điểm.          |
| 3      | C.S. Brugeois               | 22 | 18 | 0 | 4  | 67 | 22 | 36 | +45 |                                |
| 4      | Daring Club de Bruxelles    | 22 | 11 | 3 | 8  | 47 | 33 | 25 | +14 |                                |
| 5      | Standard Club Liégeois      | 22 | 10 | 3 | 9  | 37 | 25 | 23 | +12 |                                |
| 6      | Beerschot                   | 22 | 10 | 2 | 10 | 47 | 56 | 22 | -9  |                                |
| 7      | Excelsior S.C. de Bruxelles | 22 | 8  | 3 | 11 | 48 | 44 | 19 | +4  |                                |
| 8      | Racing Club de Bruxelles    | 22 | 8  | 3 | 11 | 43 | 50 | 19 | -7  |                                |
| 9      | Antwerp F.C.                | 22 | 6  | 2 | 14 | 25 | 66 | 14 | -41 |                                |
| 10     | Léopold Club de Bruxelles   | 22 | 4  | 5 | 13 | 26 | 63 | 13 | -37 |                                |
| 11     | S.C. Courtraisien           | 22 | 3  | 5 | 14 | 18 | 62 | 11 | -44 |                                |
| 12     | F.C. Liégeois               | 22 | 1  | 4 | 17 | 11 | 79 | 6  | -68 | Xuống hạng Promotion Division. |

## Play-off
| Đội 1                | Tỉ số | Đội 2         |
| -------------------- | ----- | ------------- |
| Union Saint-Gilloise | 1 - 0 | F.C. Brugeois |